# Caius Duilius
Caius Duilius, ou parfois Caius Duilius Nepos est un homme politique et un général de la République romaine, durant la première guerre punique. C'est un homo novus, plébéien n'ayant aucun aïeul ayant occupé une magistrature.

## Biographie

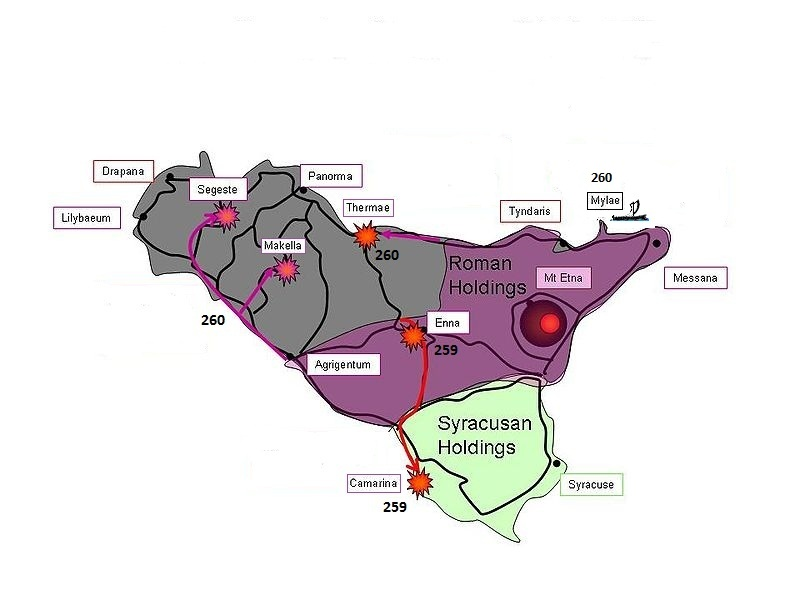
Gris : Carthaginois, violet : Romains.
Opérations militaires en 260 : bataille de Mylae, dégagement de Ségeste et prise de Makella.

En 260 av. J.-C., il est consul avec Cn. Cornelius Scipio. Rome vient de construire une flotte de guerre pour affronter les navires carthaginois. Après que Scipio eut été capturé en attaquant Lipari, Duilius prend le commandement de la flotte romaine. Pour pallier l'incertaine capacité manœuvrière des marins romains, Duilius adopte une tactique originale privilégiant l'abordage des navires ennemis grâce à l'emploi d'une passerelle munie d'un croc (dit corbeau ou corvus en latin) qui en s'abattant et se fixant sur le pont du navire ennemi, créait un pont entre les deux bateaux. Les Romains étant passés maîtres dans l'art de la bataille d'infanterie, cet appareil leur donne facilement la victoire en transformant la bataille navale en une série de combats d'infanterie. Il remporte ainsi sur les Carthaginois, à la bataille de Mylae, près de la côte de Sicile, une victoire navale qui leur coûte 45 vaisseaux : cette victoire navale, la première que remportent les Romains, eut un grand retentissement dans l'histoire romaine.
Après cette victoire, Duilius mène campagne dans l'intérieur de la Sicile, oblige les Carthaginois à lever le siège de Ségeste, qui s'était révoltée contre eux, et prend Makella.
À l'issue de son consulat, le Sénat lui accorde, en récompense, des honneurs particuliers dont le triomphe et le privilège d'être précédé à Rome d'un porteur de flambeau et d'un flûtiste lorsqu'il rentrait chez lui après ses dîners à l'extérieur, chose constatée par Caton l'Ancien dans sa jeunesse. Il fit élever au milieu du Forum des colonnes rostrales qui subsistent encore en partie, et dont l'inscription est un des monuments les plus antiques de la langue latine (Colonnes rostrales de Duilius).
Il fit dédier près du marché aux herbes (forum olitorium) un sanctuaire à Janus, qui fut restauré sous Tibère.
En 231 av. J.-C., il est nommé dictateur, afin d'organiser les élections à Rome.